# Frédéric Brun (Radsportler, 1988)
Frédéric Brun (* 18. August 1988 in Belfort) ist ein französischer Radrennfahrer. Er trat bei der Tour de France 2015 an.

## Erfolge
2010
10. Platz Tour des Pays de Savoie
2015
5. Platz Tour des Pays de Savoie
8. Platz Polynormande